# Heinz Hemrich

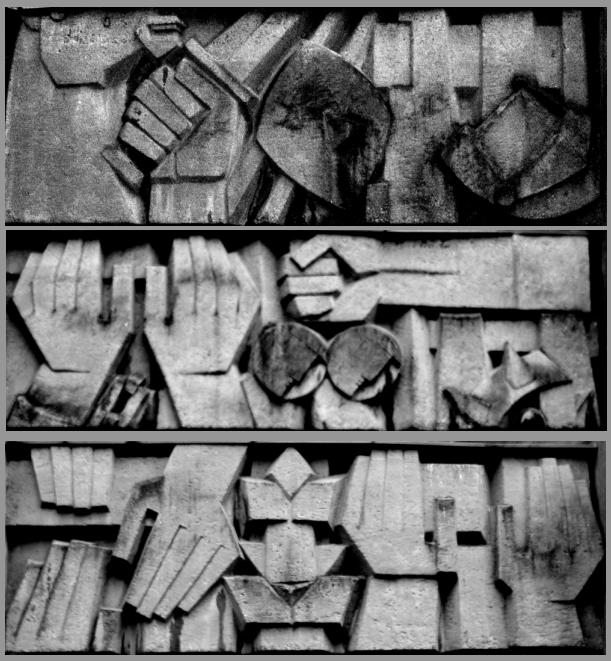
Arbeit von Heinz Hemrich an der St. Christoph-Kirche in Mainz

Heinz Hemrich (* 1923 in Schwäbisch Hall; † 8. Dezember 2009) war ein deutscher Bildhauer.

## Leben
Hemrich studierte nach Kriegsdienst und Gefangenschaft von 1942 bis 1945 von 1946 bis 1951 an der Kunstschule Mainz, der Kunstakademie Stuttgart und der Werkkunstschule in Darmstadt. Von 1951 bis 1953 war er Assistent an der Technischen Hochschule Darmstadt und seit
1953 freischaffender Bildhauer. 1963 nahm er einen Lehrauftrag an der Staatlichen Hochschule für Kunst und Werkerziehung Mainz an, seit 1973 wirkte er als Dozent, später als Professor an der Johannes Gutenberg-Universität Mainz im Fachbereich Kunsterziehung. Hemrich war seit 1957 Mitglied der Darmstädter Sezession und nahm an mehreren Ausstellungen der Sezession in Darmstadt teil.

## Werk
Hemrich hat zahlreiche Aufträge für staatliche Gebäude, Universitäten, Kirchen (u. a. St. Nikolaus (Mombach)) und Schulen ausgeführt. Schwerpunkt seiner Tätigkeit waren „Kunst am Bau“ und kleine plastische Arbeiten. Unter anderem schuf er für die (mögliche) Taufkirche Johannes Gutenbergs, die St. Christoph-Kirche in Mainz, deren Ruine erhalten und 1963/64 ausgebaut wurde, ein neues Strebewerk aus Beton mit symbolischen Darstellungen aus der Geschichte der Stadt Mainz. Für die Evangelische Auferstehungskirche in Mainz nahm er ein spätmittelalterliches Motiv der Bilderbibel auf und gestaltete es als Betonfries. Reiterstandbild vor der Generalfeldzeugmeisterkaserne in Mainz 1961.
Das Reiterstandbild vor der Kurzmainzkaserne (heute: GFZ-Kaserne) wurde im Herbst 2020 abgebaut. Das Grundstück wurde vom Bund an die Stadt Mainz verkauft. Der Künstler hatte jedoch testamentarisch verfügt, dass die Skulptur dauerhaft auf einem Gelände der Bundeswehr zu stehen habe. Derzeit wird die Skulptur saniert, nach einem neuen Standort wird gesucht.

## Ausstellungen
- 1969 Kleinplastiken, Kabinett im Klingspormuseum, Offenbach am Main
- 1969 16.  Jahresausstellung der Neuen Darmstädter Sezession, Mathildenhöhe, Darmstadt
- 1971 Künstler aus Mainz und Wiesbaden, Nassauischer Kunstverein Wiesbaden
- 1979 21. Jahresausstellung der Neuen Darmstädter Sezession, Mathildenhöhe, Darmstadt